# Franklin (Iowa)
Franklin es una ciudad ubicada en el condado de Lee en el estado estadounidense de Iowa. En el Censo de 2010 tenía una población de 143 habitantes y una densidad poblacional de 370,55 personas por km².

## Geografía
Franklin se encuentra ubicada en las coordenadas 40°40′1″N 91°30′43″O / 40.66694, -91.51194. Según la Oficina del Censo de los Estados Unidos, Franklin tiene una superficie total de 0.39 km², de la cual 0.39 km² corresponden a tierra firme y (0%) 0 km² es agua.

## Demografía
Según el censo de 2010, había 143 personas residiendo en Franklin. La densidad de población era de 370,55 hab./km². De los 143 habitantes, Franklin estaba compuesto por el 99.3% blancos, el 0% eran afroamericanos, el 0.7% eran amerindios, el 0% eran asiáticos, el 0% eran isleños del Pacífico, el 0% eran de otras razas y el 0% pertenecían a dos o más razas. Del total de la población el 0% eran hispanos o latinos de cualquier raza.